# قسطنطين ليون
قسطنطين ليون (بالإسبانية: Constantino León) هو عداء مراثوني بيروفي، ولد في 12 أبريل 1974 في Pampas, Peru ‏ في بيرو.

## وصلات خارجية
- قسطنطين ليون على موقع الاتحاد الدولي لألعاب القوى (الإنجليزية)
- قسطنطين ليون على موقع أوليمبيديا (الإنجليزية)